# William Barlow (Bischof von Chichester)
William Barlow († 13. August 1568 in Chichester) war ein Bischof der Church of England.

## Biografie
Der spätere anglikanische Bischof von Chichester, William Barlow, stammte aus einer Familie von Textilkaufleuten aus Buckinghamshire. Sein Vater Robert Barlow war Zolleinnehmer in Colchester. Sein Sohn William ist erstmals urkundlich bezeugt am 20. September 1511, als er zum Exorzisten geweiht wurde. Der junge Kleriker gehörte zum Haushalt des Bischofs von London, Richard Fitzjames. Die Weihen zum Subdiakon (1516) und Diakon (1518) schlossen sich an; William Barlow war mittlerweile Augustiner-Chorherr einer Abtei in Essex (St. Osyth oder Chich). Das weitere Leben bis 1534 bleibt im Dunkeln, was auch daran liegt, dass verschiedene Personen jener Zeit diesen häufigen Namen tragen und eine Identifikation unsicher ist. So sind auch die Priesterweihe Barlows und ein eventuelles Studium in Oxford nicht dokumentiert.
Die Protektion durch Anne Boleyn machte den Augustiner-Chorherrn Barlow zum Prior von Haverfordwest in Pembrokeshire. Ein Briefwechsel mit Thomas Cromwell 1535 zeigt ihn als überzeugten Anhänger der Reformation, und da seine kirchenpolitische Einstellung in Haverfordwest zu Konflikten führte, wurde er in das reichere Kloster Bisham in Berkshire versetzt. Dreimal nahm er 1535/36 an diplomatischen Delegationen zu König Jakob V. von Schottland teil, die diesen für die Reformation gewinnen sollten, allerdings vergeblich. Am 16. Januar 1536 wurde William Barlow zum Bischof von St. Asaph gewählt, ohne dort aber je bischöfliche Aufgaben wahrzunehmen, möglicherweise auch, ohne die Bischofsweihe empfangen zu haben. Denn am 21. April 1536 wurde er als Bischof von Saint Davids bestätigt. Eine Bischofsweihe mit dem Datum 16. Juni 1536 wird angenommen, weil er danach als Bischof von Saint David’s amtierte und bis 1548 in seinem Bistum verschiedene Reformprojekte durchzusetzen suchte, darunter protestantische Predigt und Einrichtung von Lateinschulen. Das führte zu heftigen Konflikten mit dem Klerus seiner Diözese, wobei Barlow vorgeworfen wurde, er lehne die Beichte und die Heiligenverehrung ab, halte das Fegefeuer für eine Erfindung des Papstes und behaupte, dass der König einen Laien zum Bischof machen könne. Die konstant gute Beziehung zu Erzbischof Thomas Cranmer hatte wohl zur Folge, dass Barlow in allen Wechselfällen der Kirchenpolitik in der Regierungszeit Heinrichs VIII. im Amt blieb. In der Regierungszeit Eduards VI. wurde William Barlow in das Bistum Bath and Wells versetzt.
Als Maria I. die Regierung angetreten hatte, wurde Barlow am 16. September 1553 im Tower inhaftiert. Zwei Fluchtversuche misslangen. Im Januar 1555 leistete er gegenüber Stephan Gardiner den geforderten Widerruf und verließ England. Er leitete eine englische Flüchtlingsgemeinde in Emden (Marianische Exulanten). Mit der Gruppe um die Herzogin von Suffolk, Katherine Willoughby, 12. Baroness Willoughby de Eresby, kam er nach Wesel und anschließend nach Polen.
Beim Beginn der Regierung Elisabeths I. kehrte William Barlow nach England zurück. Er war einer der Bischöfe, die bei der Weihe des Erzbischofs Matthew Parker am 17. Dezember 1559 beteiligt waren (was wegen der unklaren Quellenlage bezüglich seiner eigenen Bischofsweihe problematisch ist). Schon am Folgetag wurde ihm das Bistum Chichester mit einer größtenteils katholischen Bevölkerung übertragen. Als Bischof beklagte er den Mangel an protestantischen Pfarrern in seinem Bistum und war in Konflikte mit der Bevölkerung von Chichester verwickelt. Nach seinem Tod wurde er in der Kathedrale von Chichester beigesetzt.
William Barlow war mit der früheren Nonne Agatha Wellesbourne verheiratet. Das Ehepaar hatte insgesamt sieben Kinder, zwei Söhne und fünf Töchter. Letztere heirateten jeweils einen Bischof. Eine der Töchter war die Philanthropin Frances Matthew (1550/51–1629). Ein Sohn war der anglikanische Geistliche und Naturphilosoph William Barlow (1544–1625).